# Wilhelm Fiedler
Wilhelm Otto Fiedler (3. dubna 1832 Chemnitz – 19. listopadu 1912 Curych) byl německý matematik a překladatel.

## Život
Wilhelm Fiedler studoval na Báňské akademii ve Freibergu a na univerzitě v Lipsku, kde v roce 1859 získal doktorát. Po působení na středních školách ve Freibergu (1852) a v Saské Kamenici (1853) byl v roce 1864 jmenován profesorem deskriptivní geometrie (s vyučovací řečí německou) na technice v Praze. V roce 1867 odchází do Curychu na polytechniku.

## Dílo
- Seznam děl v Souborném katalogu ČR, jejichž autorem nebo tématem je Wilhelm Fiedler

Wilhelm Fiedler se proslavil překladem a zpracováním spisů George Salmona z angličtiny. Šlo zejména o:
- Vorlesungen über die Algebra der linearen Transformation (2. vyd. 1877),
- Analytische Geometrie der Kegelschnitte (5. vyd. 1887–1988),
- Analytische Geometrie der höheren ebenen Curven (2. vyd. 1882),
- Analytische Geometrie des Raumes (2. vyd. 1879–1880).

K jeho nejdůležitějším vlastním pracím patří:
- Die Elemente der neueren Geometrie und der Algebra der binaeren Formen (1862),
- Cyklographie (1882),
- Die darstellende Geometrie in organischer Verbindung mit der Geometrie der Lage (1871, 3. vyd. 1883–1885).